# Diabolus in Musica
Diabolus in Musica (с лат. — «Дьявол в музыке») — восьмой студийный альбом американской трэш-метал группы Slayer, выпущенный 9 июня 1998 года, а также второй студийный альбом группы, записанный с участием ударника Полом Бостафом. Это был первый альбом группы, сыгранный в гитарном строе C# (на 1.5 тона ниже стандартного). Альбом назван в честь музыкального интервала, называемого в латинском языке «дьяволом в музыке» и известного своим диссонансом и неблагозвучием. Большинство композиций для альбома написал гитарист Джефф Ханнеман, что сделало Diabolus in Musica одним из экспериментальных релизов в группе. Основными темами альбома стали религия, инакомыслие, смерть, война, мании и серийные убийства.

## Запись альбома
Гитарист Slayer Джефф Ханнеман описал запись так: 

Когда мы писали этот альбом, я искал что-то устрашающее; я хотел, чтобы это пугало, но ничто не производит на меня большее впечатление сейчас. Ничто не казалось действительно агрессивным или достаточно тяжелым, чтобы вдохновить меня, так что мне оставалось только придумать что-то своё. 
Альбом был спродюсирован Риком Рубином и записан в Oceanway Studios. Адриан Бегран из PopMatters чувствовал, что Slayer вводила особенности в музыке, включая пониженный строй гитар, темные структуры аккорда, и взбалтывающие удары. Он полагал, что эти особенности были приняты с ростом расцветающей сцены ню-метала. Барабанщик Пол Бостаф утверждает, что этот альбом — его любимый, и что «он экспериментален подобно самим Slayer». В интервью High Times пояснялось, что это выражается в соединении элементов грув-метала и необычных вокальных эффектов.

## Название альбома
Diabolus in Musica (с лат. — «Дьявол в музыке») — тритоновый музыкальный интервал, получивший такое название в средние века. В европейской музыкальной науке того времени такие интервалы считались некрасивыми, даже непристойными, и потому их называли «дьявольскими» и не использовали в музыке. Комментируя альбом, Том Арайа пошутил, что людей казнили за использование этого интервала. Так же он выражал беспокойство о лирике, которую Кинг сочинил к песне In the Name of God, и советовался о ней с гитаристом Ханнеманом. Джейсон Хандей из Allmusic сказал «К счастью, лирика не изменилась, они по прежнему придерживаются знакомых тем, типа религии, смерти, войны, и серийных убийц».

## Критика альбома
| Оценки критиков               | Оценки критиков |
| Источник                      | Оценка          |
| ----------------------------- | --------------- |
| AllMusic                      | [ 11 ]          |
| Entertainment Weekly          | C+              |
| Metal Forces                  | 4/10            |
| The Rolling Stone Album Guide | [ 14 ]          |
| Rock Hard                     | 8.5/10          |

Diabolus в Musica был выпущен 9 июня 1998 года лейблом American Recordings. За первую неделю после выпуска продано 46 000 копий в Соединённых Штатах и дебютировал под 31-м номером в чарте Billboard 200. По состоянию на август 2006 года продано 290 000 копий альбома в Соединённых Штатах. В обзоре на альбом Soundtrack to the Apocalypse, Адриан Бегран из PopMatters написал: «это уникальная запись, поскольку Slayer включает многие из особенностей расцветающей сцены ню-метала (настроенный вниз гитары, тёмные структуры аккордов) в своё фирменное звучание». Однако, не все критики отзывались положительно об альбоме. В обзоре на альбом God Hates Us All рецензент Blabbermouth.net Бориджов Крджин описал Diabolus in Musica как "слабую попытку слияния обновленных элементов звука, что Slayer могли воздержаться от бесконечного перефразирования их предыдущего материала для их будущей продукции.. Комментируя концерт Slayer на сцене Irving Plaza, обозреватель «Нью-Йорк Таймс» Бен Ратлифф жаловался, что «восемь из 11 песен из Diabolus in Musica <…> находятся в том же самом сером ключе». Песни с альбома редко игрались на живых концертах после возвращения барабанщика Дейва Ломбардо в 2003 году, за исключением только песни «Stain of Mind».

## Список композиций
| №   | Название                 | Текст песни          | Музыка   | Перевод                   | Длительность |
| --- | ------------------------ | -------------------- | -------- | ------------------------- | ------------ |
| 1.  | «Bitter Peace»           | Джефф Ханнеман       | Ханнеман | (рус. Горький мир)        | 4:32         |
| 2.  | «Death's Head»           | Ханнеман             | Ханнеман | (рус. Голова Смерти)      | 3:34         |
| 3.  | «Stain of Mind»          | Керри Кинг           | Ханнеман | (рус. Упадок разума)      | 3:24         |
| 4.  | «Overt Enemy»            | Ханнеман             | Ханнеман | (рус. Откровенный враг)   | 4:41         |
| 5.  | «Perversions of Pain»    | Кинг                 | Ханнеман | (рус. Больные извращения) | 3:33         |
| 6.  | «Love to Hate»           | Ханнеман, Кинг       | Ханнеман | (рус. Любовь к ненависти) | 3:07         |
| 7.  | «Desire»                 | Том Арайа            | Ханнеман | (рус. Желание)            | 4:20         |
| 8.  | «In the Name of God»     | Кинг                 | Кинг     | (рус. Во имя Бога)        | 3:40         |
| 9.  | «Scrum»                  | Кинг                 | Ханнеман | (рус. Толпа)              | 2:16         |
| 10. | «Screaming from the Sky» | Ханнеман, Кинг,Арайа | Ханнеман | (рус. Выкрикивая с небес) | 3:12         |
| 11. | «Point»                  | Кинг                 | Ханнеман | (рус. Точка)              | 4:11         |

### Японское издание
| №   | Название                 | Текст песни           | Музыка         | Перевод                      | Длительность |
| --- | ------------------------ | --------------------- | -------------- | ---------------------------- | ------------ |
| 1.  | «Bitter Peace»           | Джефф Ханнеман        | Ханнеман       | (рус. Горький мир)           | 4:32         |
| 2.  | «Death's Head»           | Ханнеман              | Ханнеман       | (рус. Голова Смерти)         | 3:34         |
| 3.  | «Stain of Mind»          | Керри Кинг            | Ханнеман       | (рус. Упадок разума)         | 3:24         |
| 4.  | «Overt Enemy»            | Ханнеман              | Ханнеман       | (рус. Откровенный враг)      | 4:41         |
| 5.  | «Perversions of Pain»    | Кинг                  | Ханнеман       | (рус. Извращения боли)       | 3:33         |
| 6.  | «Love to Hate»           | Ханнеман, Кинг        | Ханнеман       | (рус. Любовь к ненависти)    | 3:07         |
| 7.  | «Desire»                 | Том Арайа             | Ханнеман       | (рус. Желание)               | 4:20         |
| 8.  | «Unguarded Instinct»     | Кинг                  | Ханнеман       | (рус. Неосторожный инстинкт) | 3:42         |
| 9.  | «In the Name of God»     | Кинг                  | Кинг           | (рус. Во имя Бога)           | 3:40         |
| 10. | «Scrum»                  | Кинг                  | Ханнеман       | (рус. Толпа)                 | 2:16         |
| 11. | «Screaming from the Sky» | Ханнеман, Кинг, Арайя | Ханнеман       | (рус. Выкрикивая с небес)    | 3:12         |
| 12. | «Wicked»                 | Арайа, Пол Бостаф     | Ханнеман, Кинг | (рус. Злой)                  | 6:00         |
| 13. | «Point»                  | Кинг                  | Ханнеман       | (рус. Точка)                 | 4:11         |

## Участники записи
- Том Арайа — бас-гитара, вокал
- Джефф Ханнеман — гитара
- Керри Кинг — гитара
- Пол Бостаф — ударные

## Чарты
| Чарт(1998)                          | Позиция |
| ----------------------------------- | ------- |
| Австралия (ARIA)                    | 35      |
| Австрия (Ö3 Austria)                | 40      |
| Бельгия/Фландрия (Ultratop)         | 23      |
| Нидерланды (Album Top 100)          | 52      |
| Финляндия (Suomen virallinen lista) | 18      |
| Франция (SNEP)                      | 23      |
| Германия (Offizielle Top 100)       | 32      |
| Новая Зеландия (RMNZ)               | 15      |
| Швеция (Sverigetopplistan)          | 29      |
| США (Billboard 200)                 | 31      |